# Neoepinnula americana
Neoepinnula americana är en fiskart som först beskrevs av Grey, 1953.  Neoepinnula americana ingår i släktet Neoepinnula och familjen havsgäddefiskar. Inga underarter finns listade i Catalogue of Life.